# Дніпро-3
Футбольний клуб «Дніпро-3» — український футбольний клуб з міста Дніпра, фарм-клуб команди «Дніпро».

## Всі сезони в незалежній Україні
| Сезон   | Чемпіонат     | Чемпіонат | Чемпіонат | Чемпіонат | Чемпіонат | Чемпіонат | Чемпіонат | Чемпіонат | Кубок | Кубок | Кубок | Кубок | Кубок | Кубок | Кубок | Примітка |
| Сезон   | Ліга          | Місце     | І         | В         | Н         | П         | М         | О         | Етап  | І     | В     | Н     | П     | М     | О     | Примітка |
| ------- | ------------- | --------- | --------- | --------- | --------- | --------- | --------- | --------- | ----- | ----- | ----- | ----- | ----- | ----- | ----- | -------- |
| 2000/01 | Друга Група Б | 3 з 15    | 28        | 16        | 5         | 7         | 35−21     | 53        | —     | —     | —     | —     | —     | —     | —     |          |
| 2001/02 | Друга Група В | 17 з 18   | 34        | 6         | 8         | 20        | 31−53     | 26        | —     | —     | —     | —     | —     | —     | —     |          |
| Всього  | Друга         | 2 сезони  | 62        | 22        | 13        | 27        | 66−74     | 79        | —     | —     | —     | —     | —     | —     | —     |          |